# 逃亡犯罪人引渡法
逃亡犯罪人引渡法（とうぼうはんざいにんひきわたしほう、昭和28年7月21日法律第68号、英語: Act of Extradition）は、外国から請求のあった犯罪人の引渡しに関する日本の法律で、犯罪人引渡し条約の整備国内法である。
外国（請求国）から犯罪者（逃亡犯罪人）の引渡しの請求を受けた際の国内における手続処理などにつき規定する。

## 主務官庁
共同所管
- 法務省刑事局国際刑事管理官職
- 外務省総合外交政策局国際安全・治安対策協力室

## 沿革
1953年（昭和28年）7月22日から施行され、これ以前に存在した逃亡犯罪人引渡条例（明治20年勅令第42号）は廃止となった。

## 内容
本則は第1条から第35条で成る。

### 定義（第一条）
- 第一項「この法律において「締約国」とは、日本国との間に犯罪人の引渡に関する条約を締結した外国をいう。」（締約国の定義）犯罪人の引渡に関する条約が他の国と結ばれた場合、この法案に則って引渡しが行なわれることを示す。現在条約を結んでいない国から逃亡犯罪人の引渡しの要求があった場合は、第三条二号により「請求国から日本国が行なう同種の請求に応ずべき旨の保証」が条件となる。

- 第二項「この法律において「引渡犯罪」とは、引渡条約において締約国が日本国に対し犯罪人の引渡を請求することができるものとして掲げる犯罪をいう。」は内容を条約に譲るものとすることをあらわす。

- 第三項「この法律において「逃亡犯罪人」とは、引渡犯罪を犯し、その犯罪について締約国の刑事に関する手続が行われた者であって、引渡条約により締約国が日本国に対し引渡を請求することができるものをいう。」は、逃亡犯罪人の定義。

なお、「刑事に関する手続が行われた者」は、従来の条文が「有罪ノ宣告若クハ告訴告発ヲ受ケタル者」だったが、刑事に関する諸般の手続が行われたら引き渡すことができるとして、範囲を広げた。

### 引渡し拒絶（第二条）
- 第一号は、国家間の原則として政治犯は引渡さない。政治犯の判定は引渡し請求国において判断する。
- 第二号は他の罪名でも政治犯への弾圧と看做せるなら、渡さない。
- 第三号は日本の刑罰法規に照して処罰できないような場合も引き渡さない。
- 第四号は犯罪の証明や嫌疑が薄弱な場合拒絶し得る。
- 第五号は、すでに日本国の裁判所に係属し、すでに確定判決がある場合。
- 六号は他の罪を犯しているが、逃亡犯罪人として引渡すについては、まだ日本では事件になっていない場合は、日本の刑事裁判手続の終るまでは引き渡さない。
- 七号「逃亡犯罪人が日本国民であるとき」ただし、条約に別段の定めがある場合は引渡し可能。現在日本が締結している日米、日韓の条約はともに自国民について裁量的引渡しが可能としている。

### 逃亡犯罪人引渡し手続き
第3条から第21条までにおいて、犯罪人の引渡し手続きの流れが規定されている。
第三条は、外務大臣が引渡の要求を外国から受けた場合の手続規定
第四条は、法務大臣が外務大臣からその書類を受けたときどうするかについて
- 一号、二号の「明らかに逃亡犯罪人を引き渡すことができない場合に該当する」二条の各号に該当する場合。或いは二条六号、七号の場合はそこで拒絶することができる。
- その他の場合については東京高等裁判所に判断を仰がせるために、検事長にこれを下命する。

第五条は、引渡しの手続を行う場合に、身柄の拘束の規定。「東京高等裁判所の裁判官かのあらかじめ発する拘禁許可状」という令状が要件として、身柄の拘禁ができる。拘禁許可状の手続或いは記載事項等が二項、三項等において規定されている。
第六条は、その執行手続。
第七条は、執行した場合の東京高等検察庁の検察官の手続。身柄を受取った場合に人違いであるかどうかを調べ、人違いでないときはこれを指定の監獄に入れるという手続。
第八条では、収監後の手続として、改めて正式に審査請求がある。二十四時間内に行う。
第九条では、東京高等裁判所における審査手続。二箇月以内に決定をする。なお、審査についての関係証人の尋問、鑑定、通訳、翻訳等の手続などは、刑事訴訟法の規定がそのまま準用される。
第十条に東京高等裁判所での決定の種類、内容等。「請求が不適法であるときは、これを却下する決定」「引き渡すことができない場合」など、実質的、内容的にできない場合。引き渡すべき場合にはその旨の決定。この決定については不服の申立てはできない。ただ、その決定に基いて法務大臣が行政処分をした場合には、これは一般の行政手続に従つて不服申立の途がある。
第十一条、審査請求命令の取消の規定。たとえば、締約国からそういうような犯罪人の引渡の請求を撤回するという場合など。
第十二条、逃亡犯罪人を釈放する場合。東京高等裁判所が第十条一項の一号、二号のつまり却下する決定或いは引き渡すことができない旨の決定をした場合、又は前条の規定によつて審査請求命令が結局取消しになつた場合、これは拘禁が不必要になるので、逃亡犯罪人を釈放する。
第十三条は、裁判された場合の裁判書の謄本を法務大臣に提出する場合の規定。
第十四条、法務大臣が引渡に関する命令をする場合の規定。「法務大臣は、第十条第一項三号の決定があつた場合」、つまり引き渡してよいとの東京高裁の決定があった場合には、「逃亡犯罪人を引き渡すことができ、且つ、引き渡すことが相当であると認めるときは、東京高等検察庁検事長に対し逃亡犯罪人の引渡を命ずるとともに、逃亡犯罪人にその旨を通知し、逃亡犯罪人を引き渡すことができず、又は引き渡すことが相当でないと認めるときは、直ちに、東京高等検察庁検事長及び逃亡犯罪人にその旨を通知するとともに、東京高等検察庁検事長に対し拘禁許可状により拘禁されている逃亡犯罪人の釈放を命じなければならない。」。ここで初めて法務大臣が東京高等裁判所の決定に基いて行政処分をなす。
第十五条、引渡命令に基いて、引渡命令の日から起算して三十日目までの間に、相手方に引き渡す。締約国に対し、引渡の命令が出たから受取りに来るように通達する。
第十六条、措置についての規定。「引渡の命令は、引渡状を発して行う。」三項、四項の規定は、引渡状は検事長に交付する。締約国のほうに、受取りの書面として、受領許可状を外務大臣を通して交付する。
第十七条、引き渡す際の手続。「東京高等検察庁の検事長は、法務大臣から引渡状の交付を受けた場合において、逃亡犯罪人が拘禁許可状により拘禁され、又はその拘禁が停止されているときは、逃亡犯罪人が拘禁され、又は停止されるまで拘禁されていた監獄の長に対し、引渡状を交付して逃亡犯罪人の引渡を指揮しなければならない。」つまり、監獄の長に対し、引渡の命令を出し、指揮をする。
第十八条、法務大臣は手続きの上で必要なことが全て終了したら、外務大臣に対しいつ何日どういう場所で引渡したい、或いはいつまでにこれを取りに来いとの通知をする。
第十九条に外務大臣は引き渡す側に正式に通知を行う。
第二十条によつて、はじめて引渡が行われる。
第二十一条には、身柄の受け取りまでの期限が示されている。

### 逃亡犯罪人の拘禁停止と仮拘禁手続き
第二十二条は、特殊な場合として拘禁の停止。特に必要があると認めるときは、拘禁許可状ですでに拘禁されている者を、親族その他適当な者に委託して、或いは住居を制限して、拘禁の停止をすることができる。なお、拘禁停止を取消して又収容する場合の手続等を三項以下等に規定。
第二十三条以下は、仮拘禁手続について。事件が極めて明白な場合には、一応仮拘禁するという手続を規定。「外務大臣は、引渡条約に基き、締約国から逃亡犯罪人が犯した引渡犯罪についてその者を逮捕すべき旨の令状が発せられたことの通知があり、」つまり引渡しを受ける国で正式の令状が発せられた通知があり、「且つ、当該締約国の外交官が締約国において引渡条約に従つて逃亡犯罪人の引渡の請求をすべき旨を保証したときは、」外交官からこれは確かにちよつと遅れるが自分のほうで引渡の請求をするという保証をした場合には、「その通知及び保証があつたことを証明する書面を作成し、これを法務大臣に送付しなければならない。」ということに始まり、二十四条以下に仮拘禁の手続を規定。この仮拘禁の性質、期限、その執行の問題等が三十条までの間に規定してあり、おおむね拘禁許可状の手続に準ずる。

### その他
第31条から第35条において、管轄や条約の新たな締結後の法の適用関係、拘禁にちて算入期間などについて規定されている。
第三十一条、東京高等裁判所の審査に関する手続及び拘禁許可状又は仮拘禁許可状の発付に関する手続について必要な事項は、最高裁判所が定める。 
第三十二条 この法律では東京高等裁判所と東京高等検察庁の検察官が執行をする。 
第三十三条 引渡条約の効力発生前に犯された犯罪につきその効力発生後になされた引渡の請求に関しても、適用されるものとする。 
第三十四条 法務大臣は、外国から外交機関を経由して当該外国の官憲が他の外国から引渡しを受けた者を日本国内を通過して護送することの承認の請求があつたときは、次の各号の一に該当する場合を除き、これを承認することができる。犯罪行為が日本国内で行われて、日本国で犯罪となるものでなくても、政治犯罪であるとき。 請求が引渡条約に基づかないで行われ、請求に係る者が日本国民であるとき。に該当する場合は承認できないが、それ以外なら可能。 法務大臣は、この承認につき外務大臣と協議しなければならない。 
第三十五条 　この法律に基づいて行う処分については、行政手続法 （平成五年法律第八十八号）第三章 の規定は、適用しない。

### 逃亡犯罪人引渡条例との相違点
- 身柄を拘束する場合に、原則として裁判官の発する令状によること。
- 引渡すべきかどうかの判断を行政機関の判断のみに委せることなしに、司法機関の判断を受けさせる。